# Phillips Bathurst Motley

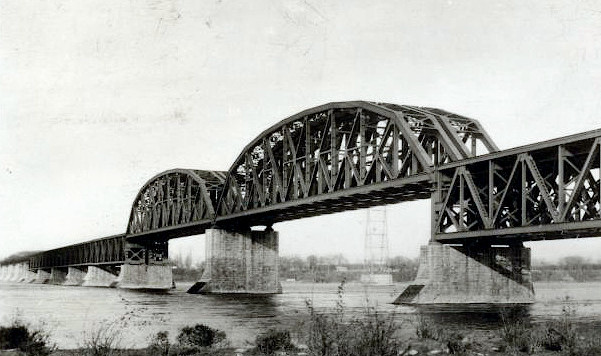
Der Pont Ferroviaire Saint-Laurent über den Sankt-Lorenz-Strom, 1913

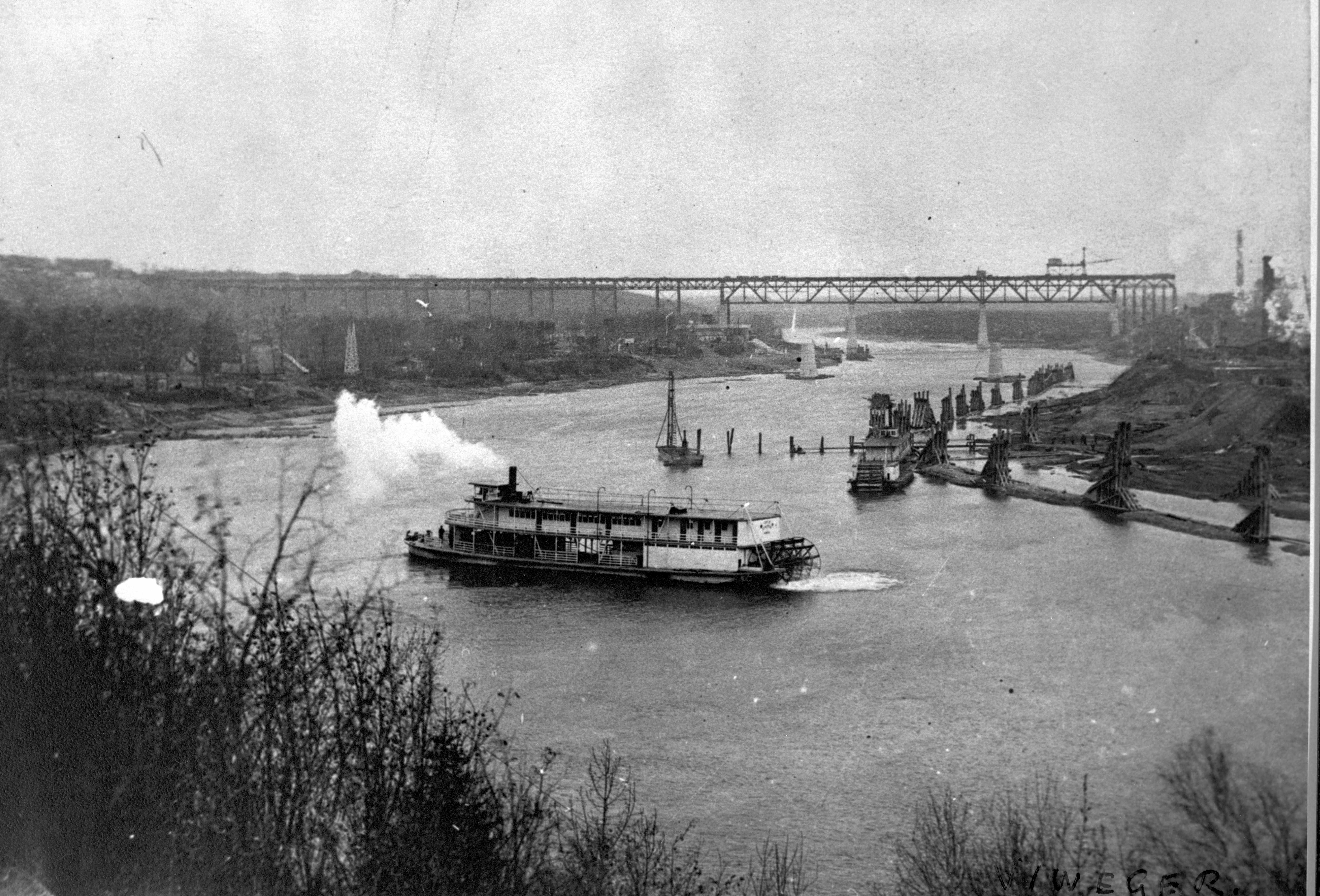
Bau der High Level Bridge in Edmonton 1913

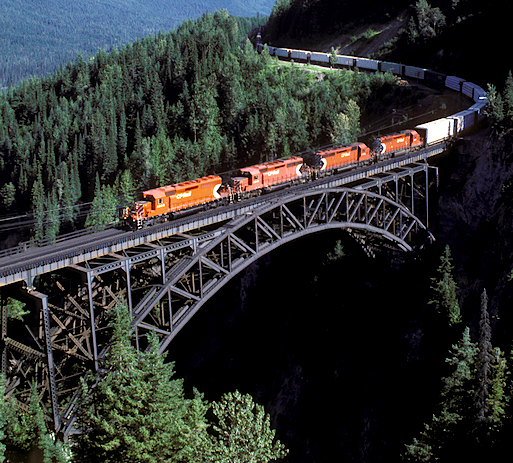
Die Stoney Creek Bridge von 1929

Phillips Bathurst Motley (* 22. März 1871 in Kalkutta, Indien; † 13. Januar 1946 in Montreal, Kanada) war ein indischstämmiger kanadischer Bauingenieur. Er arbeitete 45 Jahre für die Canadian Pacific Railway und war von 1911 bis 1937 der leitende Brückenbauingenieur der Eisenbahngesellschaft.

## Leben
Phillips Bathurst Motley kam am 22. März 1871 als Sohn von John Phillips Motley und Annie Eliza Carey, einer Nachfahrin von William Carey, in Kalkutta in Britisch-Indien zur Welt. Da sein Vater 1891 in London beigesetzt wurde und er ab 1887 an der Crystal Palace School of Engineering in Sydenham studierte, ist davon auszugehen, dass die Familie in den 1870er oder 1880er Jahren nach London zog. Ein Jahr nach dem Tod seines Vaters ging er 1892 nach Montreal in Kanada und wurde bei der Canadian Pacific Railway (CPR) technischer Zeichner im Büro des Chef-Ingenieurs. Er stieg in den folgenden Jahren auf zum Assistenz-Ingenieur und wurde 1908 Assistenz-Brückenbauingenieur. Im Juni 1911 folgte er Charles N. Monserrat auf den Posten des leitenden Brückenbauingenieurs (Engineer of Bridges), den er bis zu seiner Pensionierung 1937 innehatte. Seine Mutter und sein jüngerer Bruder Edward Ernest Beeby Motley folgten ihm nach Montreal und sind hier beigesetzt. Er selbst verstarb in der Stadt am 13. Januar 1946.
Motley war während seiner 45-jährigen Karriere maßgeblich am Entwurf einer Vielzahl von großen und kleinen Brücken im Netz der CPR beteiligt. So konstruierte er zusammen mit C. C. Schneider den Neubau des Pont Ferroviaire Saint-Laurent (1913) über den Sankt-Lorenz-Strom in Montreal. Er entwarf die High Level Bridge (1913) in Edmonton und in Zusammenarbeit mit Joseph Baermann Strauss, der für das Design der Klappbrücken verantwortlich war, den Umbau der Sault Ste. Marie International Railroad Bridge 1913 und die Jackknife Bascule Bridge von 1914 in Fort William. Hinzu kommen unter anderem die Reversing Falls Railway Bridge (1921) in Saint John und die Stoney Creek Bridge (1929) in den Selkirk Mountains in British Columbia, wo er die vorhandene Bogenbrücke verstärkte, die 1893 eine Holzbrücke von C. C. Schneider ersetzte.
Phillips B. Motley war Mitglied des Engineering Institute of Canada, der American Society of Civil Engineers und der Institution of Civil Engineers.